# المجلس الدولي للمرأة
المجلس الدولي للمرأة (آي سي دابليو) هو منظمة لحقوق المرأة تعمل عبر الحدود الوطنية من أجل القضية المشتركة التي تدعو للدفاع عن حقوق المرأة. في مارس وأبريل عام 1888، اجتمعت القيادات النسائية في واشنطن العاصمة، مع 8 متحدثة و 49 مندوبة، ممثلات بذلك 53 منظمة نسائية من تسعة بلدان: كندا، والولايات المتحدة، وأيرلندا، والهند، والمملكة المتحدة، وفنلندا، والدنمارك، وفرنسا، والنرويج. تشارك النساء من المنظمات المهنية، والنقابات العمالية، والجماعات الفنية، والجمعيات الخيرية. تنتسب المجالس الوطنية إلى آي سي دابليو وبالتالي يكون الصوت مسموعًا على المستوى الدولي. يتمتع المجلس الدولي للمرأة بمركز استشاري تابع للأمم المتحدة وممثليها الدائمين لدى المجلس الاقتصادي والاجتماعي، ومنظمة العمل الدولية، ومنظمة الأغذية والزراعة، ومنظمة الصحة العالمية، وبرنامج الأمم المتحدة الإنمائي، وبرنامج الأمم المتحدة للبيئة، واليونسكو، واليونيسيف، والأونكتاد، واليونيدو.

## البدايات
خلال زيارة إلى أوروبا في عام 1882، ناقشت المدافعتان عن حقوق المرأة في الولايات المتحدة إليزابيث كادي ستانتون وسوزان بي أنطوني فكرة إنشاء منظمة نسائية دولية مع إصلاحيين في عدة دول. تشكلت لجنة مراسلات لتطوير الفكرة بشكل أكبر في حفل استقبال على شرفهم قبل عودتهم إلى الوطن مباشرة. نظمت الجمعية الوطنية للمطالبة بحق المرأة في الاقتراع، بقيادة أنتوني وستانتون، الاجتماع التأسيسي لآي سي دابليو، الذي انعقد في واشنطن العاصمة، في 25 مارس عام 1888. كانت كارولين إليزابيث ميريك ممثلة لويزيانا في المجلس الدولي للمرأة. كان الاجتماع جزءًا من الاحتفال بالذكرى الأربعين لاتفاقية سينيكا فولز، وهي أول اتفاقية لحقوق المرأة.
أدارت راشيل فوستر أفيري الكثير من تفاصيل التخطيط للاجتماع الأول لآي سي دابليو، وترأست سوزان بي أنتوني ثمانية من الجلسات الست عشرة. صاغ المجلس الدولي للمرأة دستورًا وأقام اجتماعات وطنية كل ثلاث سنوات واجتماعات دولية كل خمس سنوات.
انتُخبت ميليسنت جاريت فاوست من إنجلترا كأول رئيس لكنها رفضت المنصب.
في عام 1894، التقى أعضاء آي سي دابليو في برلين، حيث قالت أليكس فون كوتا إن العديد من كبار المعلمين لم يحضروا.
في السنوات الأولى، دعمت الولايات المتحدة العديد من نفقات المنظمة، وشكلت المبالغ المستحقة على الأعضاء الأمريكيين جزءًا كبيرًا من الميزانية.  عُقدت معظم الاجتماعات في أوروبا أو أمريكا الشمالية، واعتمدوا استخدام ثلاث لغات رسمية – الإنجليزية والفرنسية والألمانية – ما أدى إلى تثبيط مشاركة النساء من أصل غير أوروبي. لم يروج المجلس الدولي للمرأة بنشاط لحق المرأة في التصويت، حتى لا يزعج الأعضاء الأكثر تحفظًا.
في عام 1899، عُقد اجتماع في لندن، المملكة المتحدة. في ذلك العام، بدأ المجلس في تناول المزيد من القضايا الموضوعية، وشكل لجنة دولية دائمة معنية بالسلام والتحكيم الدولي. وسرعان ما تشكلت لجان دائمة أخرى، ومن خلالها، انخرط المجلس الدولي للمرأة في قضايا من حق الاقتراع إلى الصحة.